# Meridiosignum minidenticulatum
Meridiosignum minidenticulatum är en kräftdjursart som beskrevs av Just och Wilson 2007. Meridiosignum minidenticulatum ingår i släktet Meridiosignum och familjen Paramunnidae. Inga underarter finns listade i Catalogue of Life.